# Meredith McGrath
Meredith McGrath (Midland, Michigan, 1971. április 28. –) amerikai teniszezőnő. Pályafutása során egy Grand Slam-tornán diadalmaskodott vegyes párosban, három egyéni és huszonöt páros WTA-torna győztese.

## Év végi világranglista-helyezései
| Év       | 1988 | 1989 | 1990 | 1991 | 1993 | 1994 | 1995 | 1996 | 1998 |
| Helyezés | 379. | 94.  | 28.  | 162. | 66.  | 39.  | 61.  | 22.  | 312. |